# Strongylaspis corticaria
Strongylaspis corticaria is een keversoort uit de familie boktorren (Cerambycidae). De wetenschappelijke naam van de soort is voor het eerst geldig gepubliceerd in 1848 door Erichson.

## Synoniemen
- Hovatoma gramreta Gilmour, 1956